# 1248
| 1248               |
| ------------------ |
| Dødsfald - Fødsler |
|                    |

| Gregoriansk kalender | 1248 MCCXLVIII          |
| Ab urbe condita      | 2001                    |
| Armensk kalender     | 697 ԹՎ ՈՂԷ              |
| Kinesiske kalender   | 3944 – 3945 丁未 – 戊申 |
| Etiopisk kalender    | 1240 – 1241             |
| Jødisk kalender      | 5008 – 5009             |
| Hindukalendere       |                         |
| - Vikram Samvat      | 1303 – 1304             |
| - Shaka Samvat       | 1170 – 1171             |
| - Kali Yuga          | 4349 – 4350             |
| Iransk kalender      | 626 – 627               |
| Islamisk kalender    | 646 – 647               |

Konge i Danmark: Erik Plovpenning, med 1232 og ene 1241-1250
Se også 1248 (tal)

## Begivenheder
- Byggeriet af Kölner Dom påbegyndes. Domkirken står færdig 632 år senere i 1880.